# (4507) 1990 FV
(4507) 1990 FV (1990 FV, 1932 HG, 1970 EQ3, 1975 EX, 1976 KG1, 1977 QM, 1985 FV, 1987 RL5, 1987 SW) — астероїд головного поясу.
Тіссеранів параметр щодо Юпітера — 3,298.